# Hadiah Daripada Hati
Hadiah Daripada Hati는 말레이시아의 팝 가수 시티 누르할리자의 열세 째 정규 앨범이다. 2007년 12월 10일 시티 누르할리자 프로덕션을 통해 발매되었다.

## 개요
이 앨범은 시티가 결혼 후에 발매한 첫 앨범이라는 특징이 있으며, 수리아 레코드를 통해 발매되지 않았다는 점도 그렇다.
1번 트랙 <Ku Mahu>는 싱글로 발매되었고, 최고의 가요 및 최고의 싱글로 선정되었다. 7번 트랙 "Hati"는 싱글로 발매되지는 않았으나, 영화 <1957: Hati Malaya>의 사운드트랙으로 수록되었다.

## 수록곡
- <Ku Mahu>
- <Melawan Kesepian>
- <Mulanya Cinta>
- <Tanpa Kalian>
- <Biarkan>
- <Kerana Dirimu>
- <Hati>
- <Wanita>
- <Cintamu>
- <Sutramaya>
- <Sekian Lama>

## 특징
- 1번 트랙 <Ku Mahu>, 2번 트랙 <Melawan Kesepian>, 8번 트랙 <Wanita>, 9번 트랙 <Cintamu>는 싱글로 발매되었다.
- 7번 트랙 <Hati>는 영화 <1957: Hati Malaya>의 사운드트랙으로 사용되었으나, 싱글로 발매되지는 않았다.